# بي. فينود كومار
بي. فينود كومار (بالهندية: विनोद कुमार बोयनापल्ली)‏ (بالإنجليزية: Vinod Kumar Boianapalli)‏ هو سياسي هندي، ولد في 22 يوليو 1959 في الهند. حزبياً، نشط في Bharat Rashtra Samithi ‏. وقد انتخب عضو لوك سابها السادسة عشر ‏ عن دائرة Karimnagar Lok Sabha constituency ‏ وقد انضم خلال فترته النيابية ‏ للكتلة البرلمانية Bharat Rashtra Samithi ‏ وانتخب عضو لوك سابها ‏.